# Franska parlamentsvalet 1792
Franska parlamentsvalet 1792 hölls för att välja medlemmar till nationalkonventet. Valet hölls i september och var det första valet där allmän rösträtt praktiserades. En majoritet av de valda tillhörde Maraispartiet, ett politiskt parti med vaga men till största del moderata åsikter. Montagnarderna / Jakobinerna fick 200 platser och det republikanska men mer moderata Girondisterna fick 160 platser. Valet föregicks av Girondisternas fall, på grund av den politiska och sociala oron som kom av kriget som startades av den Girondistdominerande regeringen under våren 1792.
Av de röstberättigade deltog endast 10%.